# AIDAstella
AIDAstella és un creuer, construït a la drassana Meyer d'AIDA Cruises. És el setè vaixell de la sèrie Sphinx, precedit per les germanes AIDAdiva, AIDAbella, AIDAluna, AIDAblu, AIDAsol i AIDAmar. AIDAstella va sortir de la drassana de Meyer l'11 de març del 2013.
AIDAstella té la mateixa mida que les seves germanes (71,300 Tones Brutes). Dos propulsors de cinc hèlices el propulsen a 23 nusos.
Entre el 3 i el 8 de març de 2018, AIDAstella va estar al moll sec a Dubai. Amb la remodelació, es va incorporar una gelateria i un centre de jocs pel club. Diversos espais públics van ser reformats.